# Ото (Небраска)
Ото (англ. Otoe) — селище (англ. village) в США, в окрузі Ото штату Небраска. Населення — 161 особа (2020).

## Географія
Ото розташоване за координатами 40°43′27″ пн. ш. 96°7′14″ зх. д. / 40.72417° пн. ш. 96.12056° зх. д. (40.724075, -96.120610).  За даними Бюро перепису населення США в 2010 році селище мало площу 0,41 км², уся площа — суходіл.

## Демографія
Згідно з переписом 2010 року, у селищі мешкала 171 особа в 67 домогосподарствах у складі 45 родин. Густота населення становила 414 особи/км².  Було 80 помешкань (194/км²).
Расовий склад населення:
| - 95,3 % — білих - 1,2 % — корінних американців - 2,3 % — осіб інших рас |

До двох чи більше рас належало 1,2 %. Частка іспаномовних становила 2,3 % від усіх жителів.
За віковим діапазоном населення розподілялося таким чином: 25,1 % — особи молодші 18 років, 56,8 % — особи у віці 18—64 років, 18,1 % — особи у віці 65 років та старші. Медіана віку мешканця становила 36,6 року. На 100 осіб жіночої статі у селищі припадало 125,0 чоловіків;  на 100 жінок у віці від 18 років та старших — 124,6 чоловіків також старших 18 років.
Середній дохід на одне домашнє господарство  становив 68 000 доларів США (медіана — 42 222), а середній дохід на одну сім'ю — 80 343 долари (медіана — 67 500). За межею бідності перебувало 10,0 % осіб, у тому числі 14,0 % дітей у віці до 18 років та 4,8 % осіб у віці 65 років та старших.
Цивільне працевлаштоване населення становило 72 особи. Основні галузі зайнятості: роздрібна торгівля — 22,2 %, виробництво — 18,1 %, освіта, охорона здоров'я та соціальна допомога — 11,1 %, транспорт — 9,7 %.